# 子宮
子宮（しきゅう、英: Uterus）とは、哺乳類における雌（単孔類を除く）の生殖器の一つである。

## 概説
妊娠時、体内で子供（胎児）を育てるときの入れ物になる器官である。膣の奥に接続されている。
膣内に射精された精子は、子宮に到達しても白血球の攻撃に晒されて数多く死滅する。また、卵管への入口に辿り着いた精子はここで識別され、条件を満たした精子のみ卵管へ通過することが可能になる。
卵細胞が卵巣内でつくられ、ここから飛び出した卵（らん）は卵管を通って子宮の方へ運ばれる。その卵管内で精子と受精すると、受精卵は子宮の内側の壁に付着し（着床）、出産までの期間そこで成長する。妊娠中、子宮の大きさは胎児全体を包むように大きく拡張する。子宮内には胎盤が構築され、子宮と胎児との間で物質交換などの役割を担う。子袋（こぶくろ）ともいう。近世の節用集には宮臓（こつぼ）といった語例もある。
子宮の形態は種により異なり、重複子宮、分裂子宮、双角子宮、単一子宮に分類される。

## ヒトの子宮
ヒトの子宮は、厚い筋肉の壁でできた袋状の構造をしている。非妊娠時の大きさは上下の大きさが6〜8cm程度である。幅は4〜5cm程度となっていて、骨盤内に膣の上端とつながって存在する。子宮は正常成人女性で重さは平均で約60〜70gある。子宮の上部を子宮体部、下部を子宮頸部と呼ぶ。子宮体部は左右端の卵管と繋がっており、子宮頸部はその下端の外子宮口を介して膣と繋がっている。受精卵が着床するのは主に子宮体部である。
子宮壁の厚さは1〜2cm程度で、子宮壁の内側の空間は潰れており狭い。壁の厚さのほとんどは子宮筋層と呼ばれる平滑筋の層であり、この筋肉を構成する平滑筋細胞は、妊娠時には盛んに分裂するとともに細胞一つ一つが巨大化し（長さ最大0.5mm）、急激な子宮の拡張に備える。
子宮壁の最内層は、子宮内膜と呼ばれる特徴的な粘膜層で、卵巣が分泌するホルモンの影響を特に強く受ける部位である。ヒトの女性では月経周期に伴って（一般にはメスの性周期に伴って）周期的な変化をすることが知られる。月経とはこの子宮内膜が剥がれ落ち、子宮口や膣を介して、血液とともに体外に排出される現象である。
アメリカでは女性自身の身体管理の一環として、腟鏡を使って子宮頚部をセルフチェックすることを推奨する動きがある。

### 男性子宮（前立腺小室）
発生学上、子宮はミュラー管から発生するが、男性の性分化ではミュラー管はミュラー管抑制因子により退縮し、その痕跡が前立腺小室として残る。これは男性子宮または男性小子宮とも呼ばれる。何らかの性分化疾患によりミュラー管抑制因子が働かない場合には、稀に男性子宮が退縮せずに残る場合がある（ミュラー管遺残症候群）。

## 子宮に関する病気
- 子宮体癌、子宮頸癌 - 子宮体部の子内膜や子宮頸部などの上皮細胞が癌化し、悪性腫瘍を形成する。
- 子宮内膜増殖症 - 子宮内膜が過度に増殖する（細胞異型を伴う場合は前癌状態に該当）。
- 子宮内膜症 - 癌ではないが、子宮内膜の細胞が本来の子宮腔内以外の場所で増殖し炎症を起こしたりする。
  - 子宮腺筋症 - 子宮内膜症が子宮筋層に生じたもの。
- 子宮肉腫 - 子宮筋層の悪性腫瘍。
- 子宮筋腫 - 子宮筋層の平滑筋が異常に増殖する良性腫瘍。
- 子宮ヘルニア
- 子宮脱
  - 子宮下垂
- 子宮捻転
- 先天的な子宮奇形 - 着床不全による不妊や流産率上昇の原因になる場合がある。
  - 単角子宮（英語版）
  - 二重頸管（英語版）
  - 子宮角癒合（英語版）

## 食材として
ブタの子宮は『コブクロ』と呼ばれ、食材として珍重される。千切りにして湯通しすると丸みを帯びた状態となり、コリコリとした独特の食感がある。焼肉として炙り焼きにして食べるほか、詰め物料理としても使われる。